# San'indō
San'indō (山陰道?) es un término geográfico japonés. Se refiere a una división antigua del país y también a la carretera principal que corre a través de ella. San'in traduce "el lado sombreado de una montaña", mientras dō, según el contexto, puede significar una carretera, o un circuito, en el sentido de delinear una región. Este nombre deriva de la idea que el lado del norte de la cadena montañosa central que corre a través de Honshū era el "lado sombreado", mientras el lado del sur era el "lado soleado" (山陽 San'yō).  La región corresponde mayoritariamente con la concepción moderna de la región de San'in.
La región fue establecida como una del sistema Gokishichidō (cinco provincias y siete caminos) durante el período Asuka (538-710), y constó de las siguientes ocho provincias antiguas: Tanba, Tango, Tajima, Inaba, Hōki, Izumo, Iwami y Oki. Sin embargo, este sistema desapareció gradualmente en los siglos previos al período Muromachi (1333-1467).
El San'indō, sin embargo, continuó siendo importante y altamente traficado durante el período Edo (1603-1867). Corriendo principalmente de este a oeste, su término oriental, junto con los de la mayoría de las autopistas medievales (街道, kaidō), estaba en Kioto. Desde allí siguió la costa del mar del Japón hasta Hagi, cerca de Shimonoseki, el término occidental de San'yōdō y San'indō, y muy cerca del extremo más occidental de la isla de Honshū. Aunque la carretera terminaba originalmente en el oeste en Hagi, los señores del dominio Chōshū en algún momento durante el período Edo la cambiaron para terminar en Yamaguchi.
Como podría esperarse, el camino desempeñó un importante papel estratégico y logístico en varias situaciones militares a lo largo de los años. Ashikaga Takauji en el siglo XIV, Akechi Mitsuhide en el siglo XVI y muchos otros lo utilizaron para huir del conflicto, regresar al centro del país (kinai) o para mover tropas. Muchos daimios también usaron este camino como parte de sus viajes obligatorios (sankin kōtai) a Edo bajo el shogunato Tokugawa. Por supuesto, la carretera también tenía el propósito más cotidiano de proporcionar transporte a comerciantes, artistas ambulantes, peregrinos y otros plebeyos.
Hoy en día, la Ruta 9, la autopista San'in y la línea principal de San'in de la West Japan Railway Company siguen la ruta aproximada de San'indō.